# Progona xanthura
Progona xanthura är en fjärilsart som beskrevs av William Schaus 1899. Progona xanthura ingår i släktet Progona och familjen björnspinnare. Inga underarter finns listade i Catalogue of Life.